# Несамовиті пригоди янкі в Африці
Несамовиті пригоди янкі в Африці (англ. Yankee Zulu) — південноафриканський комедійний фільм від режисера Грея Хофмейра.

## Сюжет
Ексцентрична комедія з перевдяганнями й екзотичними інтригами на тлі слонів і бегемотів. Витівкам друзів — хлопчаків, білого африканця і чорного зулу — позаздрив би сам легендарний Кевін з комедії «Один удома». Життя їх надовго розлучило, але через 25 років вони знову пустують — тільки вже по-дорослому. Друзі викрадають півмільйона доларів і, перевтілившись в гримувальній телебачення білий у чорного, а чорний — у білого, переховуються від переслідувачів